# کنستانتین پتروف
کنستانتین پتروف (روسی: Константин Юрьевич Петров؛ زادهٔ ۱۶ ژانویهٔ ۱۹۶۴) ورزشکار ورزش شنا اهل قزاقستان است.
وی در مسابقات کشوری و بین‌المللی در مجموع برندهٔ ۱ مدال طلا، ۱ مدال برنز شده‌است.